# Пет Рајли
Пет Рајли (енгл. Pat Riley; Роум, 20. март 1945) је некадашњи амерички кошаркаш и познати кошаркашки тренер. Тренутно је председник спортске секције Мајами хита.
Један је од најбољих тренера у историји НБА лиге. Као тренер освојио је пет шампионских титула. Девет пута је предводио тимове на ол-стар утакмици. 1996. године на 50-годишњицу НБА лиге, именован је као један од 10 најбољих тренера у историји НБА лиге. И као играч био је део тима Лејкерса који су освојили титулу 1972. године. Такође је као председник Мајамија освојио још две титуле НБА шампиона.

## Играчка каријера
Рајли је и на колеџу као и раније у средњој школи показивао интересовање за више спортова, а учествовао је у фудбалским и кошаркашким такмичењима. Колеџ каријеру провео је на Универзитету Кентаки. Године 1967. на НБА драфту је био биран у првој рунди драфта и то као 7. пик од стране Рокетса који су се налази у Сан Дијегу. Целу НБА каријеру је провео улазећи са клупе и мењајући стартне бекове својих тимова. За Рокетсе је наступао до 1970. године, када прелази у Лејкерсе са којима ће освојити и НБА титулу 1972. године. Те сезоне имао је просек од 6,7 поена и био замена првом беку Џерију Весту. До краја каријере играће још у Финиксу да би играчку каријеру окончао 1976. године. Током своје НБА каријере одиграо је 528 утакмица и просечно постизао 7,4 поена по утакмици.

## Тренерска каријера

### Лејкерси
Убрзо након окончања играчке каријере у Лејкерсима добија прилику да ради као помоћни тренер Полу Вестхеду. Већ у првој сезони са новајлијом Меџиком Џонсоном и Карим Абдул Џабаром на челу, дошли су до шампионске титуле. Током сезоне 1981/82. Меџик је био незадовољан својим статусом код првог тренера, након чега власник Лејкерса Џери Бус отпушта Вестхеда. Власник је желео да именује Џерија Веста за главног тренера, међутим Вест је рекао да жели да буде само испомоћ младом Рајлију који је фактички постао главни тренер. Убрзо је његов статус главног тренера и формализован. То ће бити почетак Рајлијеве "шоутајм" ере, предводећи велики двојац Меџик-Џабар у наредних скоро 10 година.
У првих четири сезоне Пет је предводио тим до 5 НБА финала. Већ у првој сезони долази до прве титуле, и тако постаје једини тренер новајлија који у првој сезони осваја НБА титулу. Много година касније исто ће поновити Стив Кер са Голден Стејтом. И у следећој сезони се састају са Филаделфијом у финалу, али овога пута су поражени. У трећој сезони у НБА финалу су их чекали Бостон селтикси, који су их победили у седам утакмица. Ипак нису дуго чекали за реванш, јер су их већ следеће сезоне победили у финалу резултатом 4-2 у серији. 1987. године Рајли је предводио тим који многи сматрају за један од најбољих у историји НБА лиге. Поред водећег двојца Меџик-Џабар тим су чинили и Џејмс Ворти, Мајкл Купер, Бајрон Скот, Еј Си Грин, Мичел Томпсон и Курт Рамбис. Лејкерси су те године направили однос победа и пораза 65-17, што је трећи у историји. У финалу 1988. године су опет победили Бостон у седам утакмица. Рајли је током прославе титуле гарантовао да ће и следеће сезоне поновити успех. Следећа сезона није била толико спектакуларна као претходна, али су ипак дошли до НБА финала. У финалу су овога пута победили Детроит пистонсе и тако после 19 година били први тим који је одбранио НБА титулу. Деловало је да ће и следеће доћи до титуле, али овога пута Детроит је успео да их савлада у финалу.
По окончању сезоне 1989-90, Рајли је проглашен за најбољег тренера НБА лиге, и стекао велику тренерску славу. У НБА лиги то се није десило још од тренера Реда Ауербака.

### Њујорк
Након одласка из Лејкерса, Рајли је годину дана био коментатор на чувеној ТВ станици НБС. Ипак након тога прихвата позив Њујорк никса и постаје први тренер овог клуба. Водио је Њујорк сваке године до поодмакле фазе плеј-офа. Ипак тих година на Истоку су доминирали Чикаго булси, са тренером Филом Џексоном и Мајкл Џорданом као предводником те генерације. 1993. године Пет Рајли је предводио Никсе до највећег броја победа у историји те франшизе, због чега је други пут проглашен за тренера године. Ипак и те године у финалу Истока су их чекали Булси који су их победили у шест утакмица.
Следеће сезоне Џордан је привремено напустио НБА терене и деловало је да ће овога пута Патрик Јуинг и другови коначно доћи до тако дуго чеканог прстена. Ипак овога пута у самом НБА финалу их побеђују Хјустон рокетси са Рудијем Томјановићем на тренерској клупи.

### Мајами хит
После разочаравајуће епизоде у Њујорку Пет Рајли прелази у тада осредњи клуб Мајами хита. Поред тога што је био постављен за тренера био је и председник Мајамија. Он је довођењем Алонза Морнинга и Тима Хардавеја направио респектибилан састав. У првој сезони Мајами није могао даље од прве рунде где су побеђени од Џексонових Булса. Следеће године су отишли корак даље тако што су прво победили Њујорк никсе али су Булси и даље били непремостива препрека. Неколико година након тога Рајли није могао ништа спектакуларно да уради са овим тимом.
Пре почетка сезоне 2003. године Пет Рајли одлучује да напусти тренерску клупу и посвети се само послу председника клуба. На место тренера доводи Стен Ван Гандија. Такође, на чувеном драфту 2003. године бира Двејна Вејда, са којим започиње нову еру у Мајамију. Следеће сезоне је учинио све да у Мајами доведе Шакил О’Нила, па је за њега у правцу Лејкерса послао Ламара Одома, Керона Батлера, Брајана Гранта и пика из прве рунде драфта. Вејд и Шакил су предводили Мајами до финала конференције 2005. године, али су их тамо победили Детроит пистонси.
Следеће сезоне Ван Ганди предводи тим до веома лошег старта од свега 11 победа у 21 утакмицу, због чега се Пет Рајли поново активира на тренерској клупи. Рајли је желео да покаже део своје моћи и поново подсети на славне дане. Водећем двојцу доводи ветеране Герија Пејтона као и легенду Мајамија Алонза Морнинга, као и увек непредвидивог Џејсона Вилијамса. Рајли те године побеђује Детроит у финалу Истока и по први пут у историји доводи Мајами до финала НБА лиге. И поред пораза у прве две утакмице финала од екипе Даласа, Рајли успева да дигне тим и доведе до прве титуле у историји. Поред тога Пет Рајли постаје тек други тренер који са три различита тима долази до НБА финала, а тек трећи после Алекса Ханума и Фила Џексона који са два различита тима осваја НБА лигу.
Априла 2008. после најгоре сезоне у његовој каријери са само 15 победа и 67 пораза, Рајли одлучује да дефинитивно напусти тренерску клупу и посвети се само месту председника. На клупи га наслеђује Ерик Споелстра. Као председник је опет радио на томе да Мајами учини поново јаким. 2010. године прави највеће и најконтраверзније трејдове у историји НБА лиге. Двејну Вејду придружује још два суперстара са драфта 2003, Леброна Џејмса и Криса Боша. 2012. овај тим уз пар корекција на осталим позицијама побеђује Оклахому у финалу НБА лиге, да би исти успех поновили и следеће године против Сан Антонија. Рајлију ово постају прве две титуле на месту председника клуба.

### НБА тренерска статистика
|  | означава сезону када осваја НБА титулу |

| Тим           | Година   | У     | ПОБ   | ПОР | УС%  | Пласман                  | ПУ  | ППОБ | ППОР | ПУС% | Пласман у плеј-офу          |
| ------------- | -------- | ----- | ----- | --- | ---- | ------------------------ | --- | ---- | ---- | ---- | --------------------------- |
| Л.А. Лејкерси | 1981/82. | 71    | 50    | 21  | .704 | 1. на Пацифик конф.      | 14  | 12   | 2    | .857 | НБА шампион                 |
| Л.А. Лејкерси | 1982/83. | 82    | 58    | 24  | .707 | 1. на Пацифик конф.      | 15  | 8    | 7    | .533 | Изгубили у НБА финалу       |
| Л.А. Лејкерси | 1983/84. | 82    | 54    | 28  | .659 | 1. на Пацифик конф.      | 21  | 14   | 7    | .667 | Изгубили у НБА финалу       |
| Л.А. Лејкерси | 1984/85. | 82    | 62    | 20  | .756 | 1. на Пацифик конф.      | 19  | 15   | 4    | .789 | НБА шампион                 |
| Л.А. Лејкерси | 1985/86. | 82    | 62    | 20  | .756 | 1. на Пацифик конф.      | 14  | 8    | 6    | .571 | Изгубили у финалу конф.     |
| Л.А. Лејкерси | 1986/87. | 82    | 65    | 17  | .793 | 1. на Пацифик конф.      | 18  | 15   | 3    | .833 | НБА шампион                 |
| Л.А. Лејкерси | 1987/88. | 82    | 62    | 20  | .756 | 1. на Пацифик конф.      | 25  | 15   | 9    | .625 | НБА шампион                 |
| Л.А. Лејкерси | 1988/89. | 82    | 57    | 25  | .695 | 1. на Пацифик конф.      | 15  | 11   | 4    | .733 | Изгубили у НБА финалу       |
| Л.А. Лејкерси | 1989/90. | 82    | 63    | 19  | .768 | 1. на Пацифик конф.      | 9   | 4    | 5    | .444 | Изгубили у полуфиналу конф. |
| Њујорк        | 1991/92. | 82    | 51    | 31  | .622 | 1. на Атлантик конф.     | 12  | 6    | 6    | .500 | Изгубили у полуфиналу конф. |
| Њујорк        | 1992/93. | 82    | 60    | 22  | .732 | 1. на Атлантик конф.     | 15  | 9    | 6    | .600 | Изгбили у финалу конф.      |
| Њујорк        | 1993/94. | 82    | 57    | 25  | .695 | 1. на Атлантик конф.     | 25  | 14   | 11   | .560 | Изгубили у НБА финалу       |
| Њујорк        | 1994/95. | 82    | 55    | 27  | .671 | 2. на Атлантик конф.     | 11  | 6    | 5    | .545 | Изгубили у полуфиналу конф. |
| Њујорк        | 1995/96. | 82    | 42    | 40  | .512 | 3. на Атлантик конф.     | 3   | 0    | 3    | .000 | Изгубили у 1. рунди         |
| Мајами        | 1996/97. | 82    | 61    | 21  | .744 | 1. на Атлантик конф.     | 17  | 8    | 9    | .471 | Изгубили у финалу конф.     |
| Мајами        | 1997/98. | 82    | 55    | 27  | .671 | 1. на Атлантик конф.     | 5   | 2    | 3    | .400 | Изгубили у 1. рунди         |
| Мајами        | 1998/99. | 50    | 33    | 17  | .660 | 1. на Атлантик конф.     | 5   | 2    | 3    | .400 | Изгубили у 1. рунди         |
| Мајами        | 1999/00. | 82    | 52    | 30  | .634 | 1. на Атлантик конф.     | 10  | 6    | 4    | .600 | Изгубили у полуфиналу конф. |
| Мајами        | 2000/01. | 82    | 50    | 32  | .610 | 2. на Атлантик конф.     | 3   | 0    | 3    | .000 | Изгубили у 1. рунди         |
| Мајами        | 2001/02. | 82    | 36    | 46  | .439 | 6. на Атлантик конф.     | —   | —    | —    | —    | Пропустили                  |
| Мајами        | 2002/03. | 82    | 25    | 57  | .305 | 7. на Атлантик конф.     | —   | —    | —    | —    | Пропустили                  |
| Мајами        | 2005/06. | 61    | 41    | 20  | .672 | 1. на Југоисточној конф. | 23  | 16   | 7    | .696 | НБА шшампион                |
| Мајами        | 2006/07. | 82    | 44    | 38  | .537 | 1. на Југоисточној конф. | 4   | 0    | 4    | .000 | Изгубили у 1. рунди         |
| Мајами        | 2007/08. | 82    | 15    | 67  | .183 | 5. на Југоисточној конф. | —   | —    | —    | —    | Пропустили                  |
| Ќаријера'     |          | 1,904 | 1,210 | 694 | .636 |                          | 282 | 171  | 111  | .606 |                             |

## Остало
Током тренирања Лејкерса 1988. године издао је књигу Шоутајм, која је постала најпродаванија књига у издању Њујорк тајмса, и у којој је писао о сезони када су Лејкерси освојили титулу. Још једну књигу је издао током рада у Њујорк никсима. Пет Рајли је познат по пријатељству са Ђорђом Арманијем, па није ни чудо што су његова одела постала и Рајлијев заштитни знак. Својим противницима није остајао дужан ни ван терена уколико би покушавали да дестабилизују његов тим.
Рајли и његова жена Крис имају двоје деце, Џејмса и Елизабету.